# Synodontidae
De hagedisvissen (Synodontidae) vormen een familie van vissen uit de orde van draadzeilvissen (Aulopiformes). Deze zeevissen kunnen over de gehele wereld worden aangetroffen. Het zijn smalle, cilindervormige vissen met een bek vol scherpe tanden, zelfs op de tong.

## Geslachten
Over de onderverdeling bestaan verschillende opvattingen. Nelson onderscheidt 65 soorten in vijf geslachten in twee onderfamilies: onderfamilie Synodontinae met de geslachten Synodus en Trachinocephalus, en onderfamilie Harpadontinae met de geslachten Harpadon, Harpodon en Saurida.
ITIS onderscheidt één onderfamilie met vier geslachten: Harpadon, Saurida, Synodus en Trachinocephalus.
Het volgende overzicht is volgens FishBase, dat de opvatting van Nelson volgt:
- Harpadon Lesueur, 1825
- Saurida Valenciennes, 1850
- Bathysaurus Günther, 1878
- Synodus Scopoli, 1777
- Trachinocephalus T. N. Gill, 1861